# Мост над Мирной
Мост над Мирной (хорв. Most Mirna) — мост в Хорватии, в истрийской жупании над рекой Мирна. Самый длинный мост на автомагистрали A9.
Мост расположен на шоссе A9 между развязками Нова-Вас и Вишнян. Введён в эксплуатацию в июне 2005 года, построен по проекту архитектора Златко Шавора. Проезд по мосту платный.

## Параметры

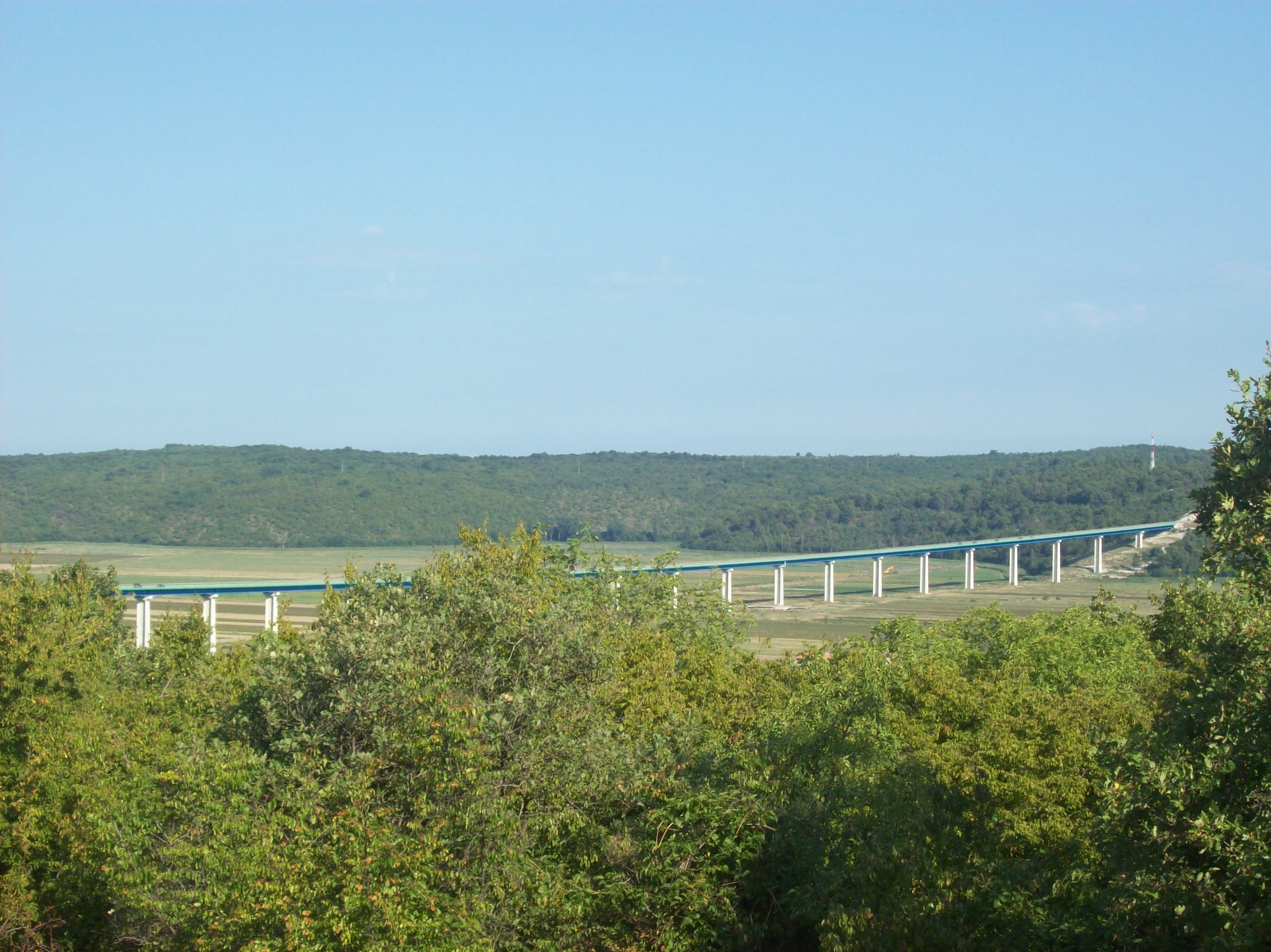
Вид на мост с востока

Общая длина моста — 1378 м, он состоит из 22 пролётов. Самый большой пролёт имеет длину 70,1 м, прочие пролёты от 30,5 до 66,5 м. Высота опор колеблется от 13 до 40 м. Опоры моста стальные, H-образной формы. Их конструкция рассчитана на минимизацию нагрузки на почву, с учётом заболоченности долины Мирны. Ширина моста — 10,1 м, по нему осуществляется 2-полосное движение, по одной полосе в каждом направлении. Мост проходит над рекой Мирна и её широкой долиной, причём учитывая факт, что ширина реки здесь не превышает 10 м, почти вся протяжённость моста приходится на долину.

## Планы
В настоящее время ведутся работы по перестройке северного участка шоссе A9 в полноценную четырёхполосную автомагистраль. Для достижения этой цели планируется расширение моста над Мирной до 4 полос. Ориентировочные сроки 2013—2015 год.

## Оплата

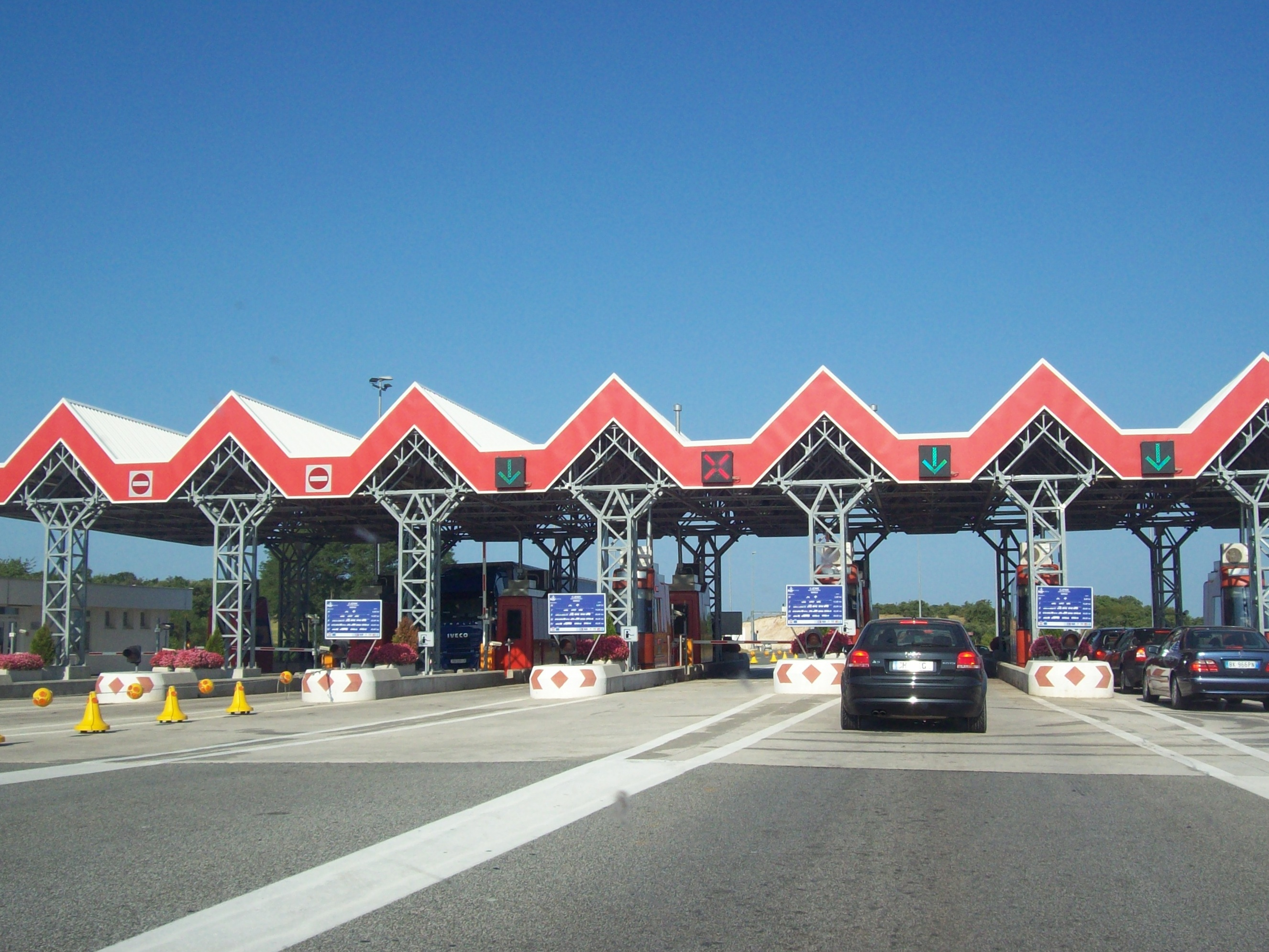
Пункт оплаты перед мостом

Северный участок шоссе A9 между северной оконечностью магистрали и развязкой Канфанар бесплатный, за исключением моста над Мирной. Плата взимается на пунктах, расположенных по обе стороны моста. По данным на 2011 год стоимость проезда по мосту легкового автомобиля составляла 14 кун, мотоцикла — 9 кун. После окончания работ по превращению шоссе в полноценную автомагистраль она станет платной на всём протяжении, отдельный сбор за проезд по мосту над Мирной будет отменён.

## Проезд
Поскольку проезд по мосту является платным, движение на нём учитывается по числу машин, миновавших пункты оплаты. Дневное движение в среднем за год составляет 4659 автомобилей, дневное движение в среднем за лето — 10 821 машин.